# 515
Cette page concerne l'année 515  du calendrier julien. Pour l'année 515 av. J.-C., voir 515 av. J.-C. Pour le nombre 515, voir 515 (nombre).
L'année 515 est une année commune qui commence un jeudi.

## Événements
- 12 janvier et 14 mai : sous la pression de Vitalien, l'empereur d'Orient Anastase envoie deux lettres au pape Hormisdas, qui l'invitent à présider un concile convoqué à Héraclée en Thrace pour mettre fin au schisme d'Acace[1].
- 11 février, Chine : début du règne de Xiaoming (en), âgé de cinq ans[2]. La reine douairière Hou gouverne énergiquement le royaume des Wei du Nord (515-528)[3].
- 11 août : départ d'une ambassade du pape Hormisdas  à Constantinople auprès de l'empereur Anastase, dirigée par le légat Ennode de Pavie et Fortunat de Catane pour tenter de réconcilier les Églises d'Orient et d'Occident. Le pape exige que les évêques d'Orient reconnaissent le concile de Chalcédoine et le Tome de Léon. Les négociations achoppent sur le refus de l'empereur de condamner Acace[4].
- 22 septembre : l'archevêque Avit de Vienne inaugure l'abbaye de Saint-Maurice d'Agaune, fondée par le prince burgonde Sigismond[5].
- Automne : Vitalien occupe Sycae (aujourd'hui Galata), faubourg de Constantinople situé sur la rive septentrionale de la Corne d'Or tandis que sa flotte s'apprête à pénétrer dans le Bosphore. Le syrien Marin parvient à incendier sa flotte avec l'aide du feu grégeois puis à le battre sur terre à Sycae. Vitalien parvient à s'enfuir en Thrace[6].

- Victoire des Francs sur les Goths de Scandinavie conduits par Chlochilaïc[7]. Le lai de Beowulf raconte que le neveu du roi des Goths (« Geat »), Beowulf, aurait accompagné son oncle Hygelac lors d’une expédition contre les Francs de Thierry Ier d’Austrasie en Frise. Hygelac perd la vie, sauvant par sa conduite héroïque le reste de la troupe. Beowulf, qui se serait distingué dans ce combat, devient au retour régent du royaume avant la majorité de ses neveux et règne finalement pour son propre compte. Cet épisode est confirmé par l’Histoire des Francs de Grégoire de Tours qui donne le nom de Chlochilaïc au roi Hygelac[8].
- Amalasonte, fille de Théodoric le Grand, épouse le prince amale Eutharic[9].
- Raid des Huns Sabires au sud du Caucase. Ils ravagent les provinces orientales de l'Empire d'Orient, particulièrement l'Arménie, la Cappadoce, la Galatie et le Pont[10].

## Naissances en 515
- Huisi, patriarche bouddhiste chinois.

## Décès en 515
- Aelia Ariadnè, impératrice byzantine.
- Euphème, patriarche de Constantinople.